# Gernot Rohr
Gernot Rohr (28 de juny de 1953, Mannheim, Alemanya Occidental) és un exfutbolista i entrenador alemany. Actualment dirigeix la selecció de futbol de Nigèria.

## Carrera com a entrenador
El 1996 dirigeix al Girondins de Bordeaux a la final de la Copa de la UEFA, on va perdre contra el Bayern de Múnic els dos partits (0-2 com a visitant i 1-3 com a local). Durant aquella copa, el Girondins va derrotar per 3-0 a l'AC Milan en els quarts de final. Des de l'octubre del 1998 fins l'abril de 1999 va fer les funcions de director esportiu del Eintracht Frankfurt.
El 9 de juny de 2009 va ser nomenat nou entrenador del FC Nantes, que en aquell moment estava a la segona divisió francesa. Malauradament una sèrie de resultats negatius el van sentenciar abans d'acabar la temporada.
El 21 de febrer de 2010 va anunciar un acord per dirigir la selecció de futbol de Gabon. Després de dirigir per primera vegada una selecció nacional també va dirigir la selecció de futbol de Níger i la selecció de futbol de Burkina Faso.
El 2016 va signar un contracte per posar-se al capdavant de la selecció de futbol de Nigèria. El 7 d'octubre de 2017, després de guanyar a Zàmbia per 1-0, Nigèria es va convertir en el primer equip africà en classificar-se per a la Copa del Món de Futbol de 2018.
En aquest campionat va quedar enquadrat juntament amb Argentina, Croàcia i Islàndia en el grup D. El conjunt africà no va passar de la fase de grups després de perdre contra Croàcia i Argentina i arrencar una victòria contra Islàndia per 2-0 amb dos gols d'Ahmed Musa.

## Clubs

### Jugador
| Club                  | País     | Any         |
| --------------------- | -------- | ----------- |
| Bayern de Múnic       | Alemanya | 1972 - 1974 |
| SW Mannheim           | Alemanya | 1974 - 1975 |
| Kickers Offenbacher   | Alemanya | 1975 - 1977 |
| Girondins de Bordeaux | França   | 1977 - 1989 |

### Entrenador
| Club                     | País         | Any            |
| ------------------------ | ------------ | -------------- |
| Girondins de Bordeaux    | França       | 1990           |
| Girondins de Bordeaux    | França       | 1991 - 1992    |
| Girondins de Bordeaux    | França       | 1996           |
| US Créteil               | França       | 1999 - 2000    |
| OGC Niça                 | França       | 2002 - 2005    |
| BSC Young Boys           | Suïssa       | 2005 - 2006    |
| AC Ajaccio               | França       | 2007 - 2008    |
| Étoile Sportive du Sahel | Tunísia      | 2008 - 2009    |
| FC Nantes                | França       | 2009           |
| Selecció de Gabon        | Gabon        | 2010 - 2012    |
| Selecció de Níger        | Níger        | 2012 - 2014    |
| Selecció de Burkina Faso | Burkina Faso | 2015           |
| Selecció de Nigèria      | Nigèria      | 2016 - present |